# Chloroclysta
Chloroclysta là một chi bướm đêm thuộc họ Geometridae.

## Các loài
- Chloroclysta guriata (Emich, 1873)
- Chloroclysta miata – Autumn Green Carpet (Linnaeus, 1758)
- Chloroclysta siterata – Red-Green Carpet (Hufnagel, 1767)

## Hình ảnh

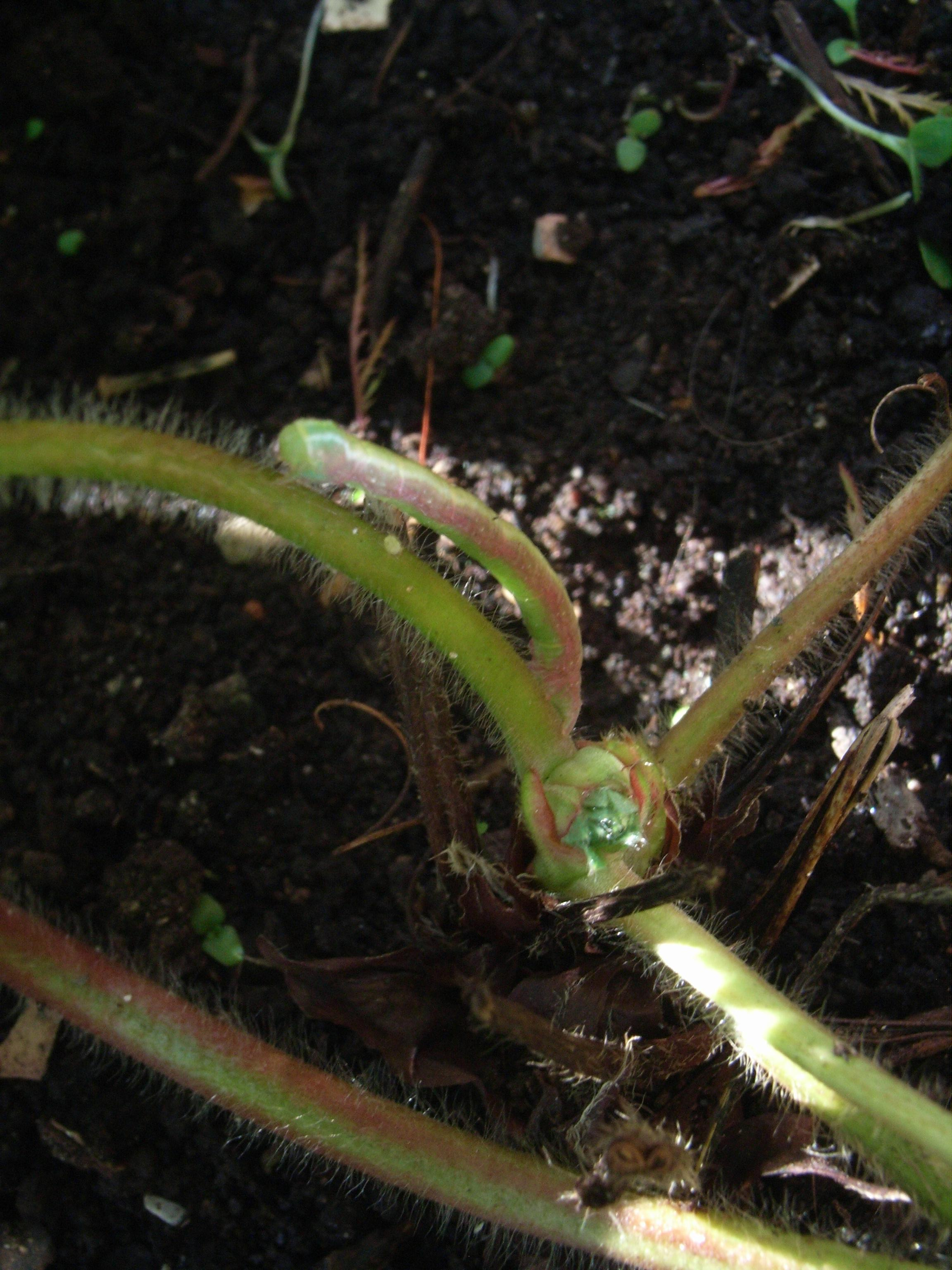
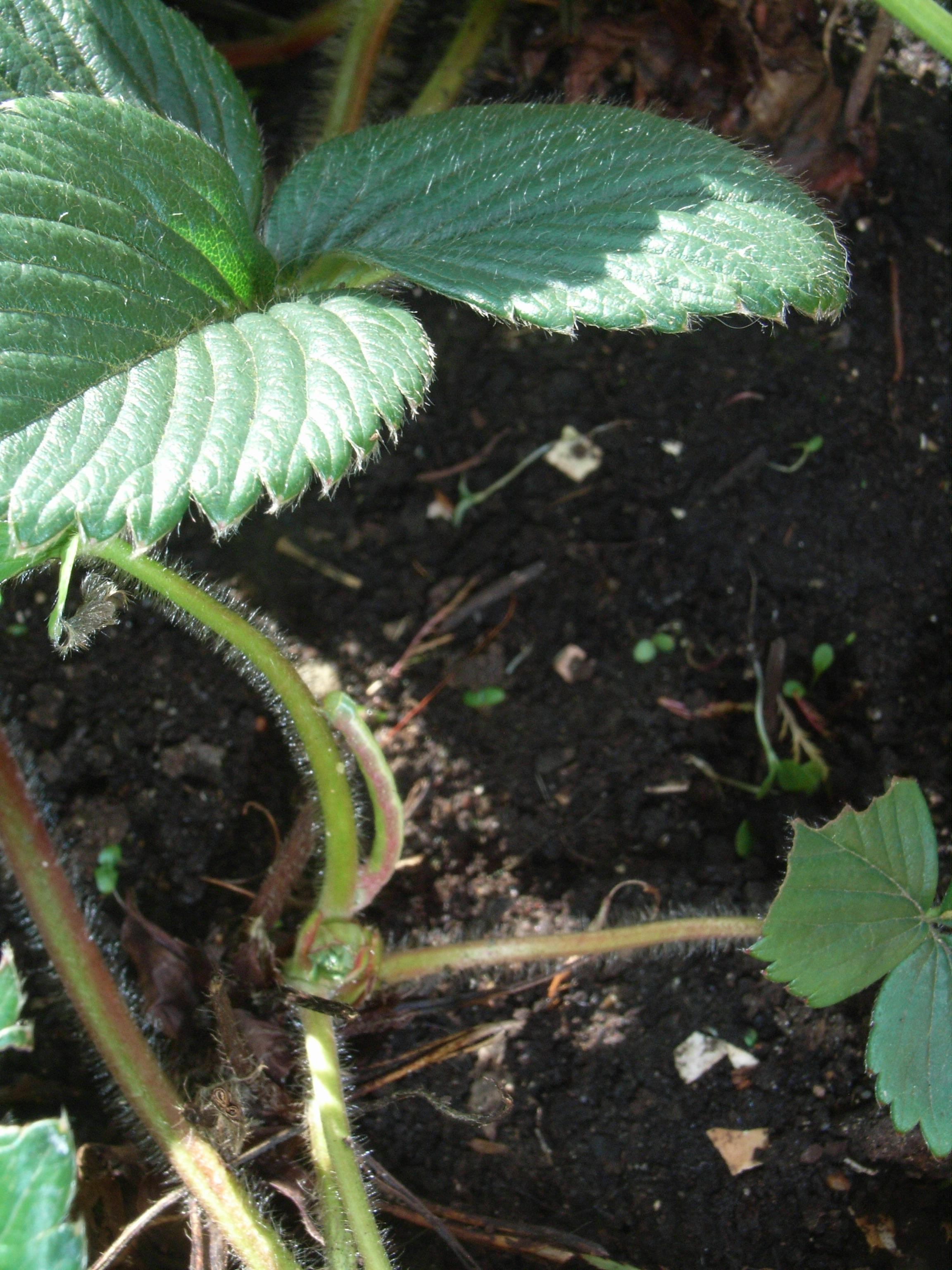
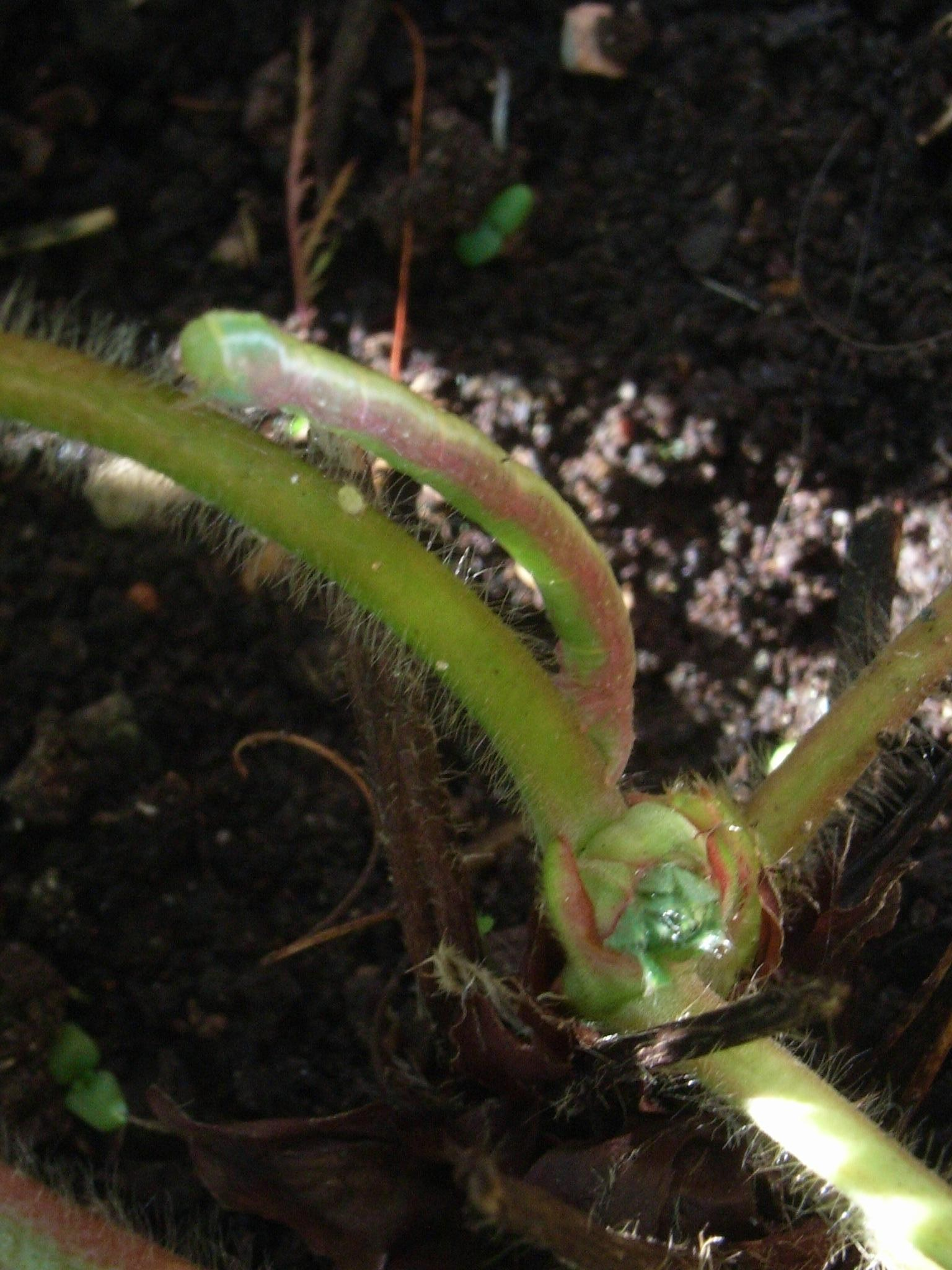